# Bernd Beseke
Bernd Beseke (* um 1500 in Braunschweig; † 16. August 1536 in Hamburg) war ein deutscher Tuchhändler und Vogt auf der Insel Neuwerk.

## Leben und Wirken
Beseke war der Sohn eines Braunschweiger Nadelmachers und verbrachte die Kindheit bei einem in Hamburg ansässigen Onkel und bedeutenden Tuchhändler Hein (Heinrich) Schröder. Um 1525 heiratete er Elsebe Witzendorp, eine wohlhabende Stieftochter des Onkels, und begann, mit Tüchern zu handeln, nachdem er zuvor das Hamburger Bürgerrecht erworben hatte. Mit großem finanziellen Einsatz bemühte er sich erfolglos um einen Sitz im Hamburger Rat. Er bewarb sich auf das Amt des Ritzebüttler Amtmanns das nach dem Tode Dietrich Langes 1530 interimsweise dessen Sohn innehatte. Da die Ratsherrnschaft Voraussetzung war, wurde er nicht mal vorgeschlagen und Jürgen Plate ernannt, was Beseke ihm nachtrug. Ebenso scheiterten seine Ambitionen in Bergedorf und Trittau. Er versuchte weiterhin den Hamburger Rat zu beeindrucken und man bot ihm 1534 die Stelle des Vogtes auf der Insel Neuwerk an. Als Vogt musste er den Neuwerker Turm verteidigen und pflegen und bemühte sich um Hilfe und Schutz der Schifffahrt. Er trat sein Amt im Frühjahr 1535 an und unterstand damit Jürgen Plate.
Im Sommer 1535 kam es auf der Insel zu einem bis heute nicht genau geklärten Konflikt. Beseke erlaubte einem Mann aus Hadeln, seine zuvor gestohlenen Ochsen auf Neuwerk zu weiden. Nachdem Beseke dem rechtmäßigen Besitzer der Tiere die Herausgabe verweigert hatte, bat dieser einen Trupp unter dem Landsknechtsführer Eberhard Ovelacker um Hilfe. Nachdem Verhandlungen gescheitert waren, stürmten die Männer die Insel und beschlagnahmten die Ochsen sowie Besekes Besitz. Beseke beschwerte sich daraufhin beim Hamburger Rat. Er sah sich als Opfer einer Intrige des Ritzebüttler Amtmanns Jürgen Plate, der den Angriff beauftragt habe, um Beseke Schaden zuzufügen. Nach einer Untersuchung und zweimaliger vergeblicher Vorladung Besekes sah der Rat der Hansestadt Plate als unschuldig an; Beseke hingegen verlor an Ansehen.
Die anschließenden Vorgänge sind nur lückenhaft dokumentiert und beruhen auf Plates Schilderungen. Demzufolge verließ Beseke 1536 mit seinen Knechten die Insel, überfiel das Schiff eines Kaufmanns aus Stade, stahl dessen Waren und ermordete den Kaufmann. Anschließend kehrte er auf die Insel zurück, wo er verhaftet und in ein Hamburger Gefängnis gebracht wurde, nachdem die überlebende Tochter des Kaufmanns mit Hilfe eines der Knechte bei Plate Anzeige gemacht hatte. Beseke soll die Tat während des ersten Verhörs gestanden haben. Das Tatmotiv soll ständige Geldnot gewesen sein, die sich nach dem Überfall auf sein Anwesen auf Neuwerk noch vergrößert habe.
Beseke bestritt während der anschließenden Haftzeit, die Tat begangen zu haben und sah sich als Opfer des Konflikts zwischen ihm und dem Hamburger Rat und Plate. Nachdem seine Angestellten die Tat gestanden und Beseke belastet hatten, legte er ein Schuldgeständnis ab und akzeptierte die Verurteilung zum Tod durch das Rad. Das Urteil wurde auf Bitten seiner angesehenen Verwandten abgemildert und er daraufhin am 16. August 1536 auf dem Grasbrook durch den Scharfrichter von Buxtehude enthauptet. Seine Knechte wurden drei Tage später ebenfalls hingerichtet. Alle getöteten Personen erhielten ein kirchliches Begräbnis, was als Milderung der Strafe gelten sollte.